# Encarnacion Alzona
Encarnacion Alzona (Biñan, 23 maart 1895 - Manilla, 13 maart 2001) was een Filipijns historicus en schrijver. Alzona werd in 1985 benoemd tot nationaal wetenschapper van de Filipijnen.

## Biografie
Encarnacion Alzona werd geboren op 23 maart 1895 in Biñan in de Filipijnse provincie Laguna, en groeide op in de provincie Tayabas, het tegenwoordige Quezon. Ze was de oudste van zes kinderen van Cayo Alzona en Emilia Amoranto. Haar vader was rechter en een ver familielid van José Rizal. Na haar lagere en middelbareschoolopleiding in Lucena studeerde ze Spaans en geschiedenis op het Colegio de Santa Isabel in Manilla. Nadien studeerde ze geschiedenis aan de University of the Philippines, waar ze in 1917 haar Bachelor of Science-diploma en in 1919 haar Master of Arts-diploma behaalde. Aansluitend vertrok voor een vervolgstudie naar de Verenigde Staten. Daar behaalde ze in 1920 een Bachelor-diploma geschiedenis aan het Radcliffe College. Twee jaar later behaalde ze haar Doctor of Philosophy (Ph.D.) geschiedenis aan de Columbia University. Ze was de eerste Filipijnse vrouw met een Ph.D.
Na terugkeer in de Filipijnen doceerde ze geschiedenis aan de University of the Philippines (UP). Later was ze er van 1938 tot 1945 hoogleraar geschiedenis. In 1932 schreef ze het boek A history of Education in the Philippines. Dit boek werd aangeduid als het eerste serieuze door een vrouw geschreven geschiedenisboek en was een van de eerste geschiedenisboeken die vanuit Filipijns gezichtspunt werd geschreven. Ook schreef ze biografieën van Filipijnse vrouwelijke pioniers als Paz Guazon en Librada Avelino en vertaalde ze historische werken van Jose Rizal, Marcelo del Pilar en Graciano Lopez Jaena uit het Spaans. Tevens schreef ze een historische monografie genaamd El Llegado de España a Filipinas. Hiervoor ontving ze in 1954 een onderscheiding van Il Congreso de Hispanistas de Filipinas.
In 1945 stopte ze met werken bij de UP. In 1955 richtte ze samen met andere prominente historici, zoals Teodoro Agoncillo en Gregorio Zaide de Philippine Historical Association op. Van 1959 tot 1966 was ze voorzitter van de National Historical Commission, (dat later werd hernoemd naar National Historical Institute en nu weer het National Historical Commission of the Philippines heet). Alzona ontving diverse onderscheidingen. In 1963 kreeg ze de Republic Cultural Heritage Award. Ook werd ze dat jaar benoemd tot emeritus-professor geschiedenis van de UP.
Encarnacion Alzona overleed tien dagen voor haar 106e verjaardag. Ze werd begraven op de Libingan ng mga Bayani (= begraafplaats voor helden).